# Jānis Bērziņš
Jānis Bērziņš o Ian Kárlovich Berzin o Yan Kárlovich Berzin (en ruso: Ян Карлович Берзин; nombre real Pēteris Ķuzis) (13 de noviembre de 1889–29 de julio de 1938), oficial militar y político comunista soviético y letón.

## Biografía

### Primeros años
El futuro Yan Berzin nació como Pēteris Ķuzis el 13 de noviembre de 1889 en el seno de una familia campesina letona de cerca de Jaupils, en la gubernia (gobernación) de Livonia del Imperio ruso (actual Municipalidad de Amata, en Letonia). Trabajó como maestro en la ciudad de Kuldiga y se unió al Partido Obrero Socialdemócrata Letón en 1902. Berzin participó en la Revolución rusa de 1905 y llegó a ser un partidario dedicado de la facción bolchevique del Partido Obrero Socialdemócrata de Rusia, escogido como Secretario del Comité de Petrogrado del Partido en 1906. En Letonia, tras la revuelta fallida de 1905, Berzin fue el organizador clave de la facción bolchevique del Partido Obrero Socialdemócrata Letón, combatiendo contra el Comité Central de la organización, dominada por los mencheviques. En un enfrentamiento con la policía zarista, Berzin mató a un policía por lo que sería juzgado y condenado a muerte ante una corte marcial. El proceso sería declarado inválido y en un segundo juicio en Tallin sería de nuevo sentenciado a muerte, aunque su pena sería conmutada por ocho años de prisión en Siberia.
Durante su encarcelamiento Berzin trabajó con el boticario de la prisión. En 1909 fue perdonado y liberado de su pena. Se unió inmediatamente de nuevo a los bolcheviques. Bajo diferentes pseudónimos difundió material de propaganda del partido en Riga. En agosto de 1911 fue arrestado por sus actividades políticas y exiliado a la gubernia de Irkutsk. En primavera de 1914 huyó con unos documentos falsos con el nombre de Yan Kárlovich Berzin. Durante la Primera Guerra Mundial fue reclutado por el Ejército Imperial Ruso con su nueva identidad, desertando en 1915. En 1914, Berzin fue nombrado editor jefe del Cina ("Lucha"), el órgano oficial del Partido Obrero Socialdemócrata Letón. Sería el representante de la organización en la Conferencia de Zimmerwald de 1915 y fue miembro del grupo minoritario fuertemente antimilitarista y revolucionaria "Izquierda de Zimmerwald" encabezado por Lenin en ese encuentro. En 1916, Berzin vivió en los Estados Unidos de América, donde participó en el movimiento socialista y escribió para su prensa. Volvió a Europa en verano de 1917, tras la revolución de febrero de 1917. Durante la revolución de octubre fue miembro de los comités del partido bolchevique de Výborg y San Petersburgo, perteneciendo a la esfera de Trotski.

### A partir de 1917

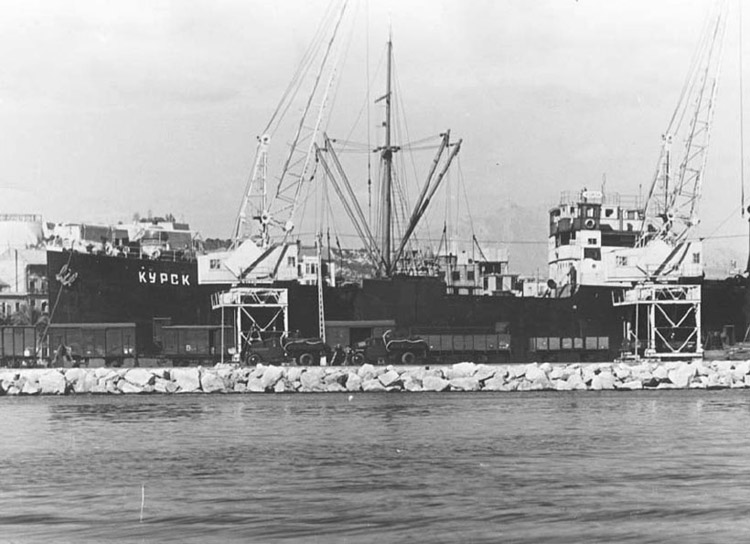
El carguero soviético Kursk, descargando en el puerto de Alicante, 28 de diciembre de 1936.

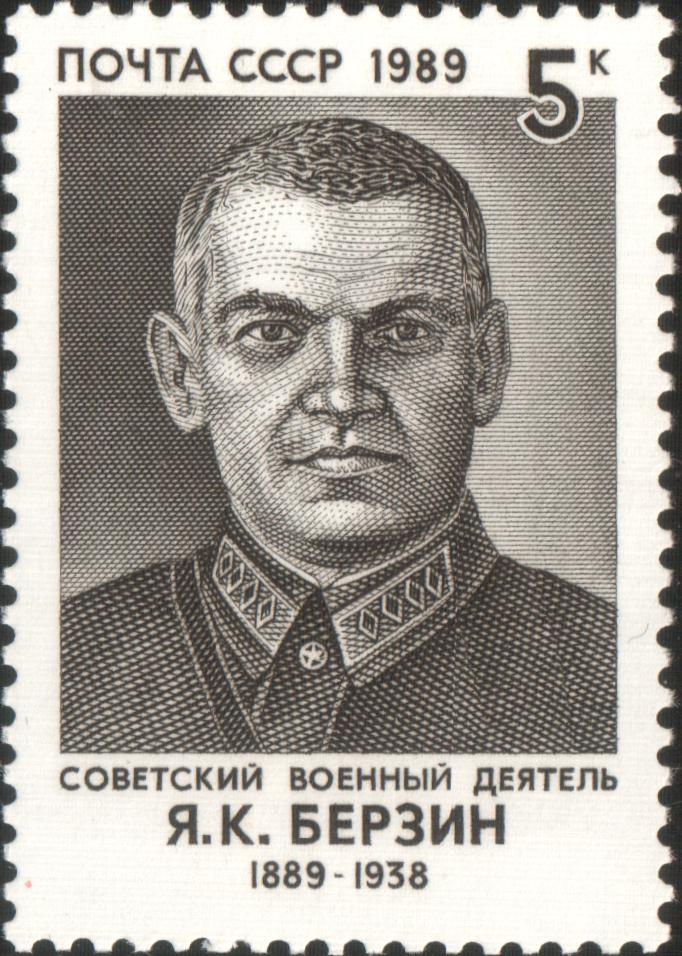
Sello de 1989.

Berzin fue elegido miembro del Comité Central del Partido Obrero Socialdemócrata de Rusia en su sexto congreso en 1917 y miembro alternante en el 7.º congreso, al año siguiente. Más tarde sería nombrado embajador soviético en Suiza, donde permanecería hasta que fue expulsado el personal soviético tras las revueltas civiles de 1918. Berzin fue nombrado Comisario del Pueblo de Ilustración (Ministro de Educación) de la República Socialista Soviética de Letonia, de corta vida, de principios de 1919.
De acuerdo al desertor soviético y antiguo agente del GRU Víktor Suvórov, Berzin fue uno de los principales organizadores del Terror Rojo de Lenin durante la guerra civil rusa, iniciando el sistema de rehenes. Suvórov también desvela que Berzin era reconocido por sus superiores por su determinación en la supresión de la rebelión de Kronstadt en marzo de 1921.
Berzin sirvió brevemente como Secretario de la Internacional Comunista durante 1919-1920, uno de los funcionarios dirigentes involucrado en las actividades del día a día.  Del aparato del Comintern pasó a trabajar en el "Cuarto Departamento" (Inteligencia Militar) del Estado Mayor General del Ejército Rojo en diciembre de 1920. Berzin fue nombrado embajador soviético en Finlandia en 1921, permaneciendo en el servicio diplomático como viceplenipotenciario en Londres y como embajador soviético en Austria de 1925 a 1927. Berzin fue al mismo tiempo subjefe de la Inteligencia Militar desde el 27 de diciembre de 1921 a marzo de 1924, momento en el que fue promovido a jefe de ese departamento.
En 1929 Berzin fue reclamado en Moscú y retirado del servicio diplomático, ostensiblemente para ser colocado a cargo de los archivos centrales del gobierno soviético y nombrado editor jefe de la revista histórica Krasny Arjiv ("Archivo Rojo"). Berzin continuó su trabajo como jefe del Cuarto Departamento del Ejército Rojo (inteligencia militar), el GRU. Entre sus agentes estaba Richard Sorge. Berzin parece haber sido depuesto de su cargo en primavera de 1935. De abril del 1935 a junio de 1936 Berzin ejerció como vicecomandante del ejército en el Lejano Oriente soviético.
Durante 1936 y 1937 fue consejero jefe militar de las tropas republicanas en la guerra civil española. bajo el pseudónimo Grishin. Mientras estuvo en España, fue enviado hacia el frente del Norte donde intentó sin éxito convencer al gobierno vasco para que defendiese Bilbao en lugar de abandonarla.

### Caída en desgracia
En junio de 1937, Berzin fue reclamado de España y restablecido como jefe de la Inteligencia Militar. Este segundo periodo como jefe del GRU acabaría abruptamente tras el arresto de Berzin el 13 de mayo de 1938 durante la Gran Purga. El 29 de julio de 1938 fue ejecutado en las celdas de la Lubianka de Moscú. Es interesante considerar que la caída de Berzin coincide con un caso de la policía secreta que no tenía nada que ver con el trabajo de Berzin en el servicio diplomático o en la inteligencia militar, el denominado "Caso de la organización de espionaje en la Administración Central de Archivos."
Berzin fue póstumamente rehabilitado tras la muerte de Stalin.